# Henry Segrave

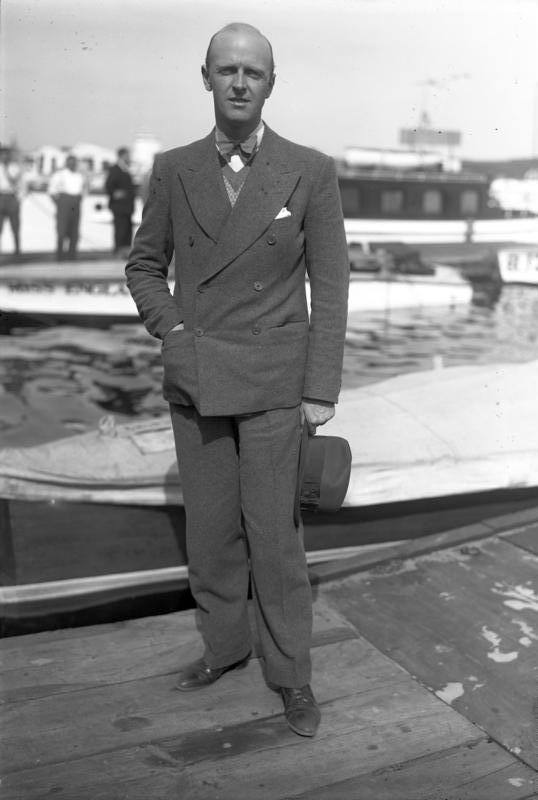
Sir Henry Segrave en 1930 (lac de Templin).

Le major Sir Henry O'Neil de Hane Segrave, dit Henry Segrave, né le 22 septembre 1896 à Baltimore (Maryland) et mort le 13 juin 1930 au lac de Windermere (Cumbria), est un pilote automobile britannique. 
Il est essentiellement célèbre pour avoir détenu trois records de vitesse terrestre et un record de vitesse aquatique (premier conducteur à détenir simultanément les deux). Il a été le premier être humain à dépasser les 200 mph (ou miles par heure, pour 320 km/h) sur la surface terrestre.

## Biographie
En 1921, il participe à la première course sur longue distance organisée en Grande-Bretagne, sur 200 miles, la Junior Car Club 200 mile race du British Automobile Racing Club, qu'il remporte à Brooklands sur Talbot-Darracq light car (voiture légère <1,5 l), récidivant en 1925 et 1926, encore avec une Talbot.
Vainqueur du Grand Prix de France 1923 (premier britannique à remporter un Grand Prix sur une voiture construite dans son pays) et du Grand Prix de Boulogne la même année (sur Talbot 70 voiturette), du Grand Prix de San Sebastian 1924, et des Grand Prix de Provence 1925 et 1926 sur Talbot, il est mieux connu pour avoir établi par la suite plusieurs records mondiaux de vitesse sur terre et sur l'eau.
Il participa également aux 24 Heures du Mans en 1925 (abandon sur Sunbeam Sport Model, avec son compatriote George Duller).
À la fin des années 1920, son intérêt pour les avions le poussa aussi à concevoir et dessiner un avion de tourisme de luxe, le Blackburn, un monoplan bimoteur en bois. Segrave construisit également trois exemplaires en métal du Saro Segrave Meteor.
Il fut le grand rival de son autre compatriote Malcolm Campbell (9 records homologués entre 1924 et 1935), dans le duel à distance que se livrèrent les deux hommes entre 1926 et 1931, l'Américain Ray Keech réussissant à leur damer le pion en 1928 sur le lieu même de leurs exploits, à Daytona, alors que J. G. Parry-Thomas devait y laisser la vie en 1927.
Après avoir été la première personne à tenter de secourir l'Américain Lee Bible (en) lors de sa tentative fatale le 13 mars 1929 à Ormond Beach en Floride, pour battre son troisième record mondial vieux de deux journées à peine, il se concentra désormais sur des records nautiques de vitesse.

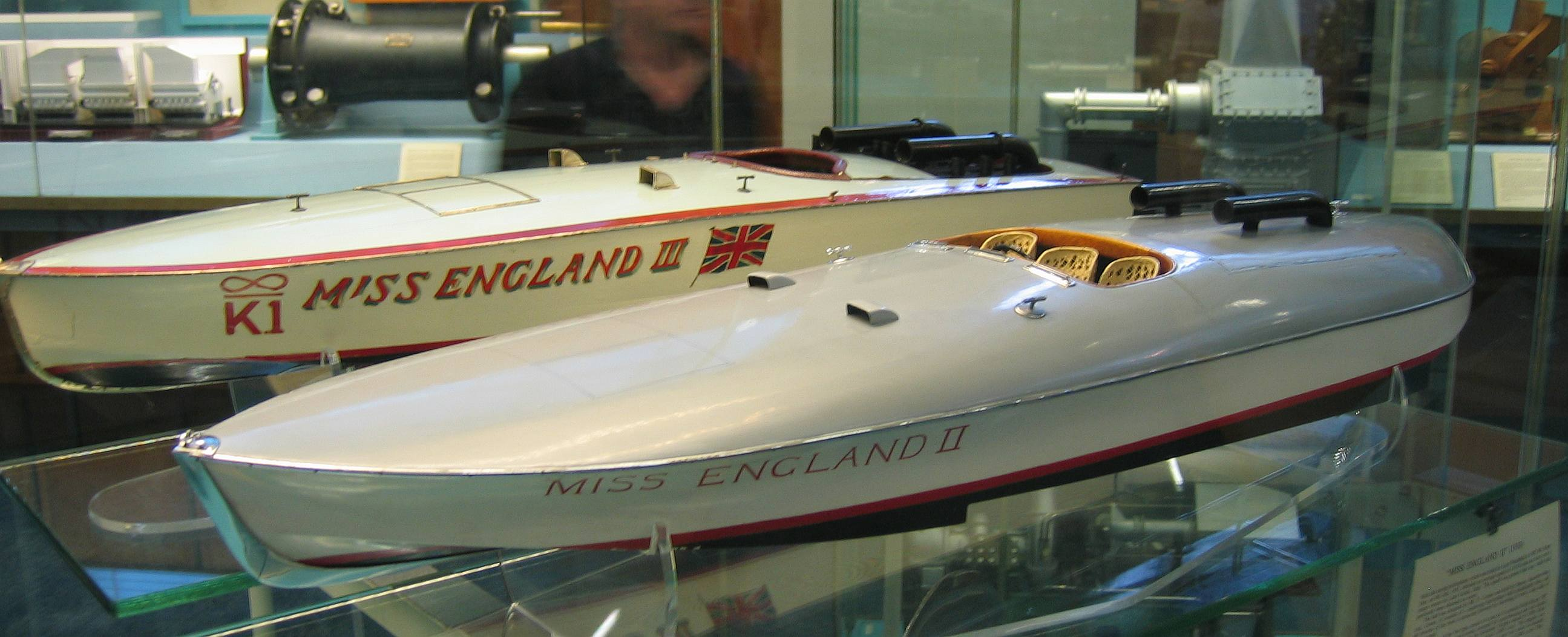
Le Miss England II devant son successeur le Miss England III, tous deux exposés au Musée de la Science de Londres.

La Golden Arrow de son troisième exploit ne fut pas réutilisée : elle est désormais exposée au National Motor Museum de Beaulieu, tout comme ses Sunbeam 350 ch et 1 000 ch. Après le record de 1929 établi avec elle, Segrave se rendit immédiatement à Miami pour y affronter Garfield Wood (en), multiple recordman sur hors-bords et premier homme à franchir le cap des 100 mph sur l'eau, pour un défi aquatique en Floride. Il l'emporta, alors que Wood restait sur un record d'invincibilité de neuf années. À son retour en Angleterre, Segrave fut anobli pour ses nombreux exploits, essentiellement américains. 
Quelques mois après son adoubement, il fut récupéré inconscient un vendredi 13 juin 1930 dans sa tentative de battre le record de vitesse sur l'eau à bord du Miss England II (en) sur le lac naturel le plus étendu d'Angleterre, le lac Windermere. Le bateau avait chaviré, tuant le mécanicien Victor Halliwell. Transporté à l'hôpital, Sir Segrave reprit conscience un instant, pour affirmer qu'il avait « effectivement battu le record »… puis il mourut d'hémorragies pulmonaires. 
Le volant du Miss England II, tordu dans l'accident, est exposé au Vittoriale degli Italiani , la très kitsch résidence - musée du poète Gabriele D'Annunzio sur les bords du lac de Garde. D'Annunzio, qui était un ami personnel de Seagrave, installa cet objet quelque peu macabre dans une salle consacrée aux reliques de toutes les religions mondiales. Le poète italien y voyait une « relique de la religion du risque ».
Par la suite Kaye Don obtint (objectivement cette fois) deux records de vitesse mondiaux avec ce même Miss England II.

## Records terrestres homologués
- 1926 (21 mars): 245,149 km/h à Southport plage (Angleterre, sur Sunbeam Tiger Ladybird 4,0 l) - ce record tint un peu plus d'un mois, battu par J. G. Parry-Thomas à Pendine sands sur Higham-Thomas Special Babs
- 1927 (21 mars): 327,97 km/h à Daytona Beach (Floride, sur Sunbeam 1000 hp Mystery, dite le Slug ; il devient alors le premier au-dessus de 200 mph)
- 1929 (11 mars): 372,34 km/h à Daytona Beach (sur Irving-Napier Golden Arrow).

## Galerie

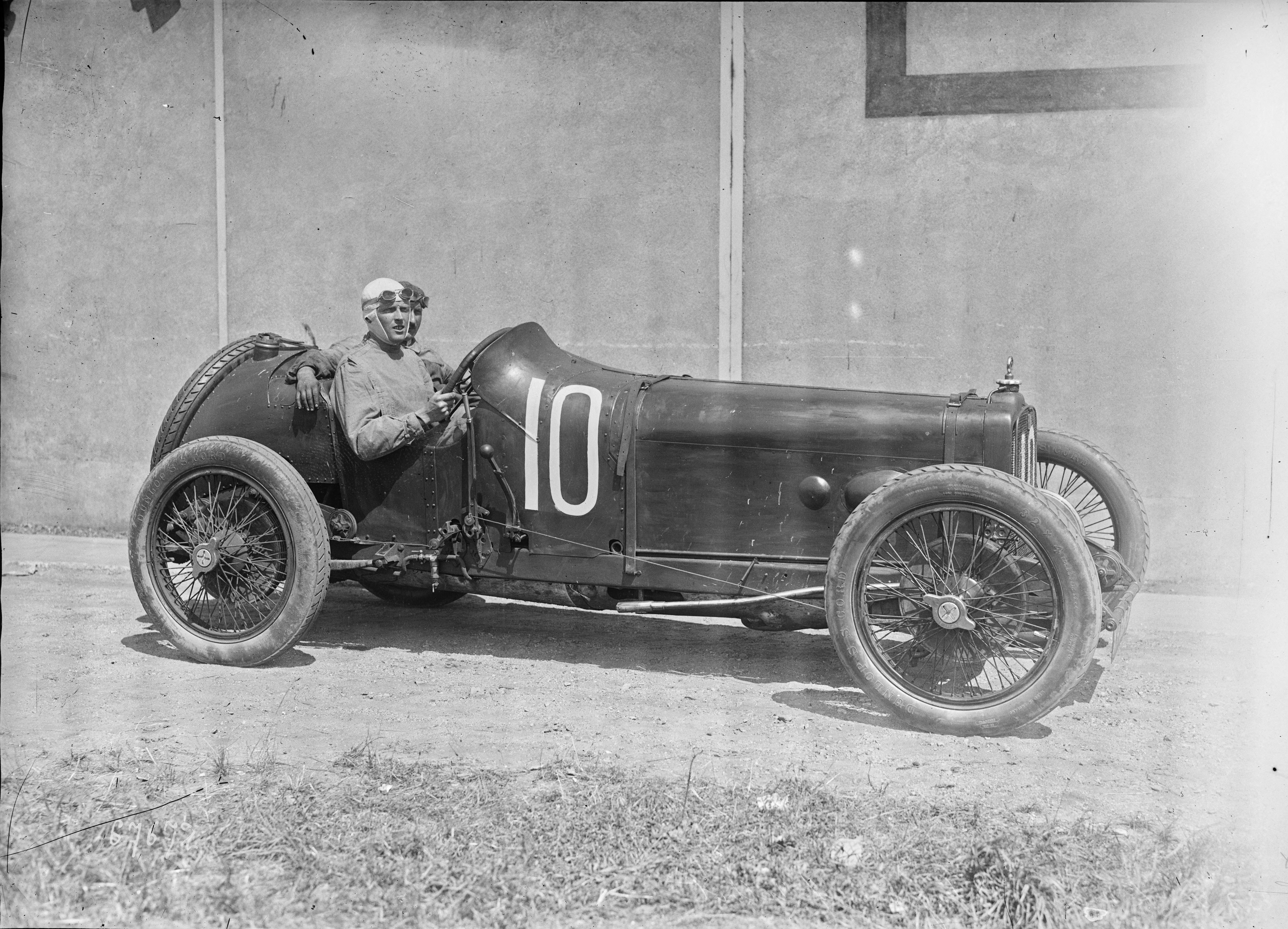
Segrave au Grand Prix de l'ACF, en 1921
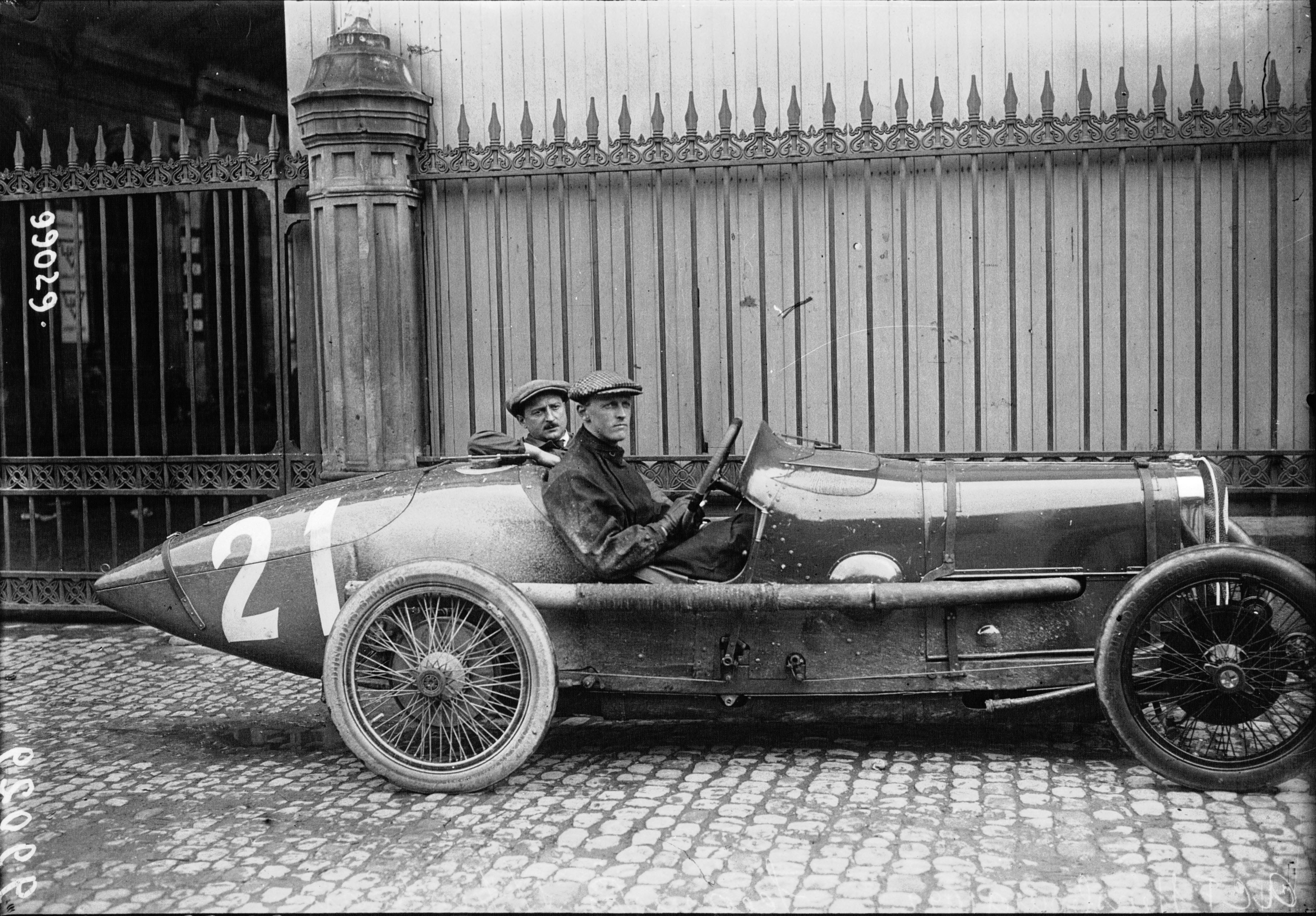
Segrave au Grand Prix de l'ACF, en 1922 (abandon sur Sunbeam), un an avant sa victoire, même marque (neuvième en 1921 et cinquième en 1924 avec alors la pole et le record du tour)
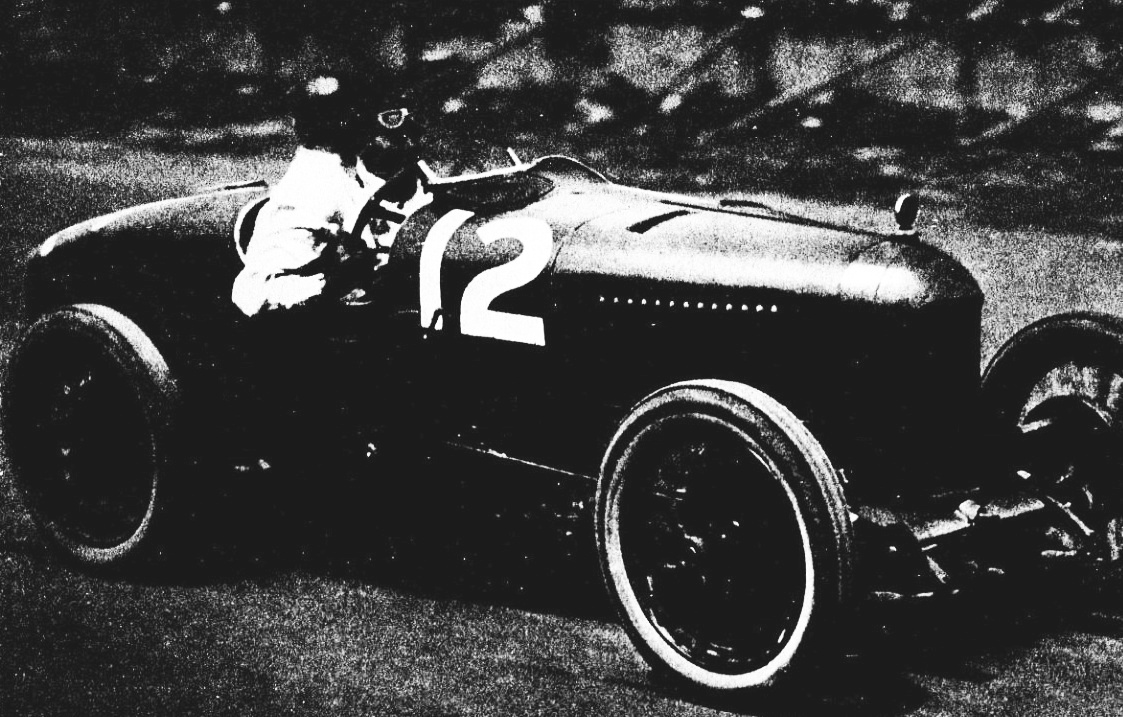
Segrave vainqueur du GP de l'ACF 1923 sur Sunbeam, à Tours
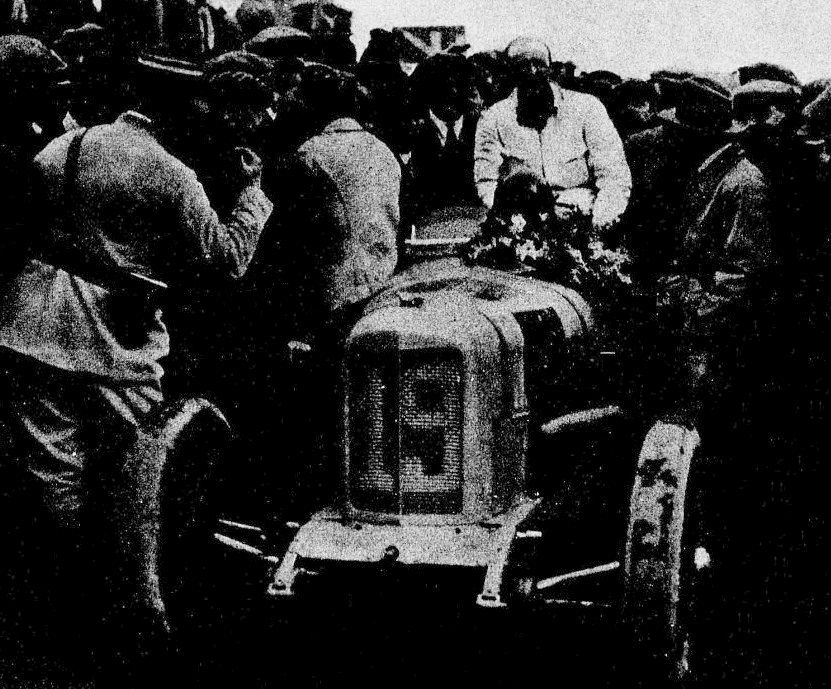
Segrave vainqueur de son premier Grand Prix de Provence en 1925, sur Talbot 70
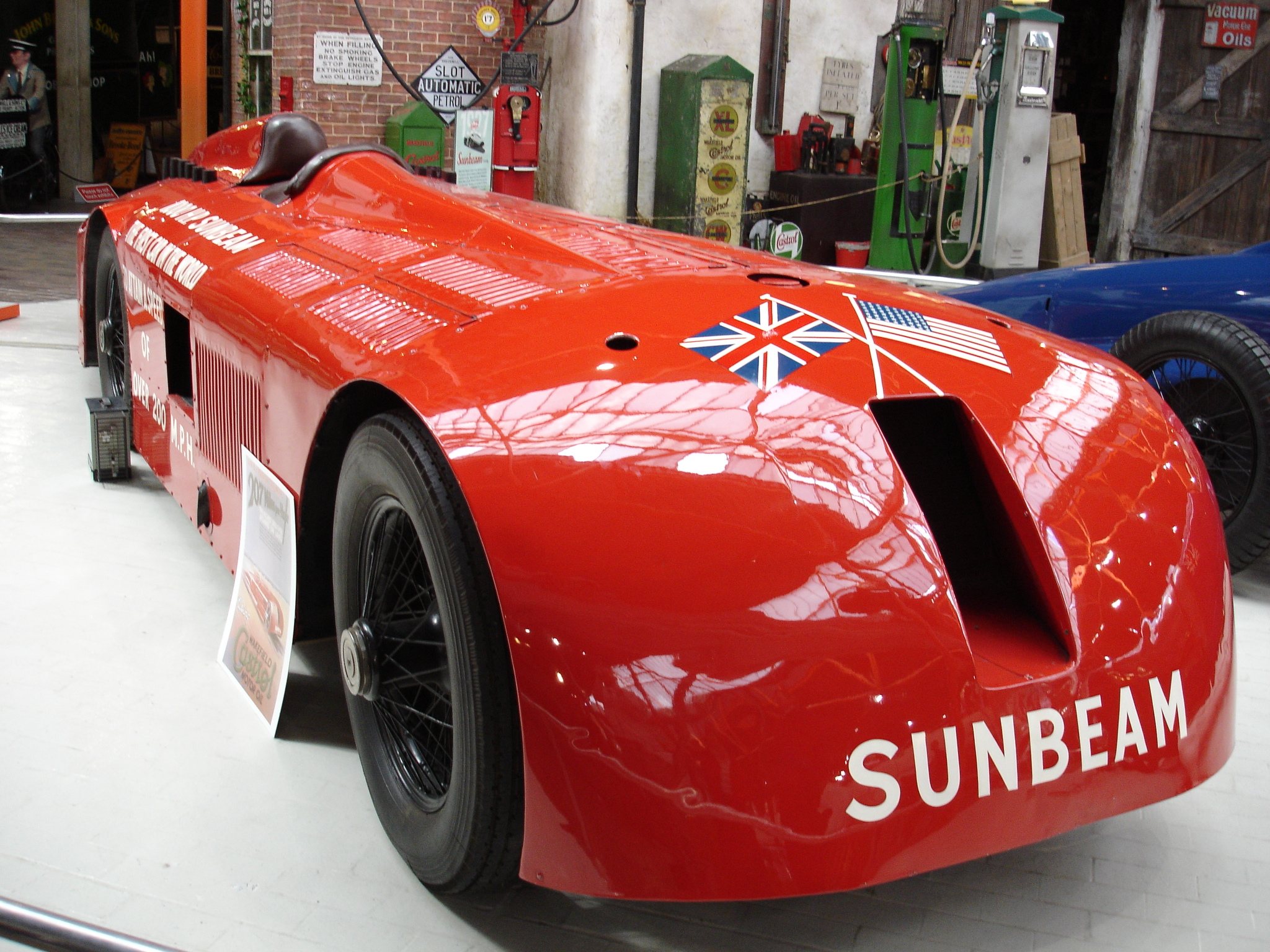
La Sunbeam 1000 hp, surnommée Mystery car, avec laquelle il dépasse les 200 mph en 1927
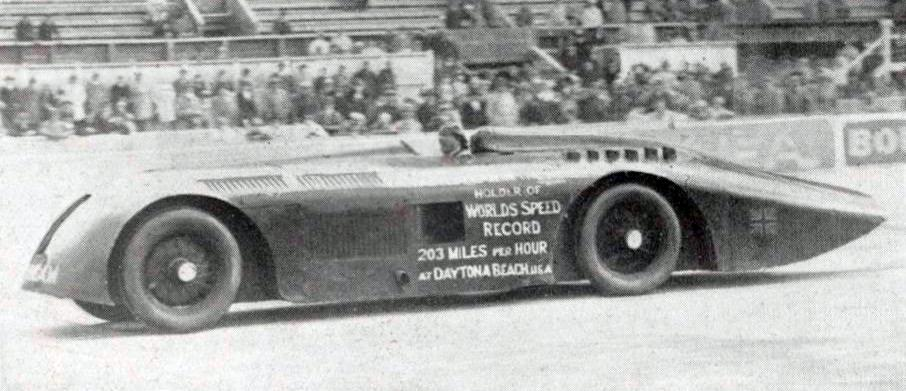
Albert Divo sur la Sunbeam 1000 hp Mystery Z d'Henry Segrave (RM) en exhibition à Montlhéry (1927)
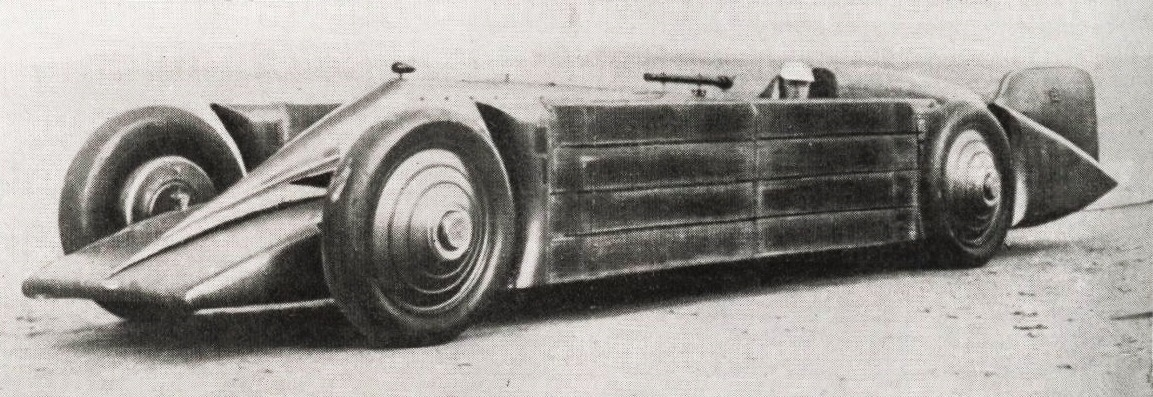
L'Irving-Napier Golden Arrow du record du monde d'Henry Segrave en 1929
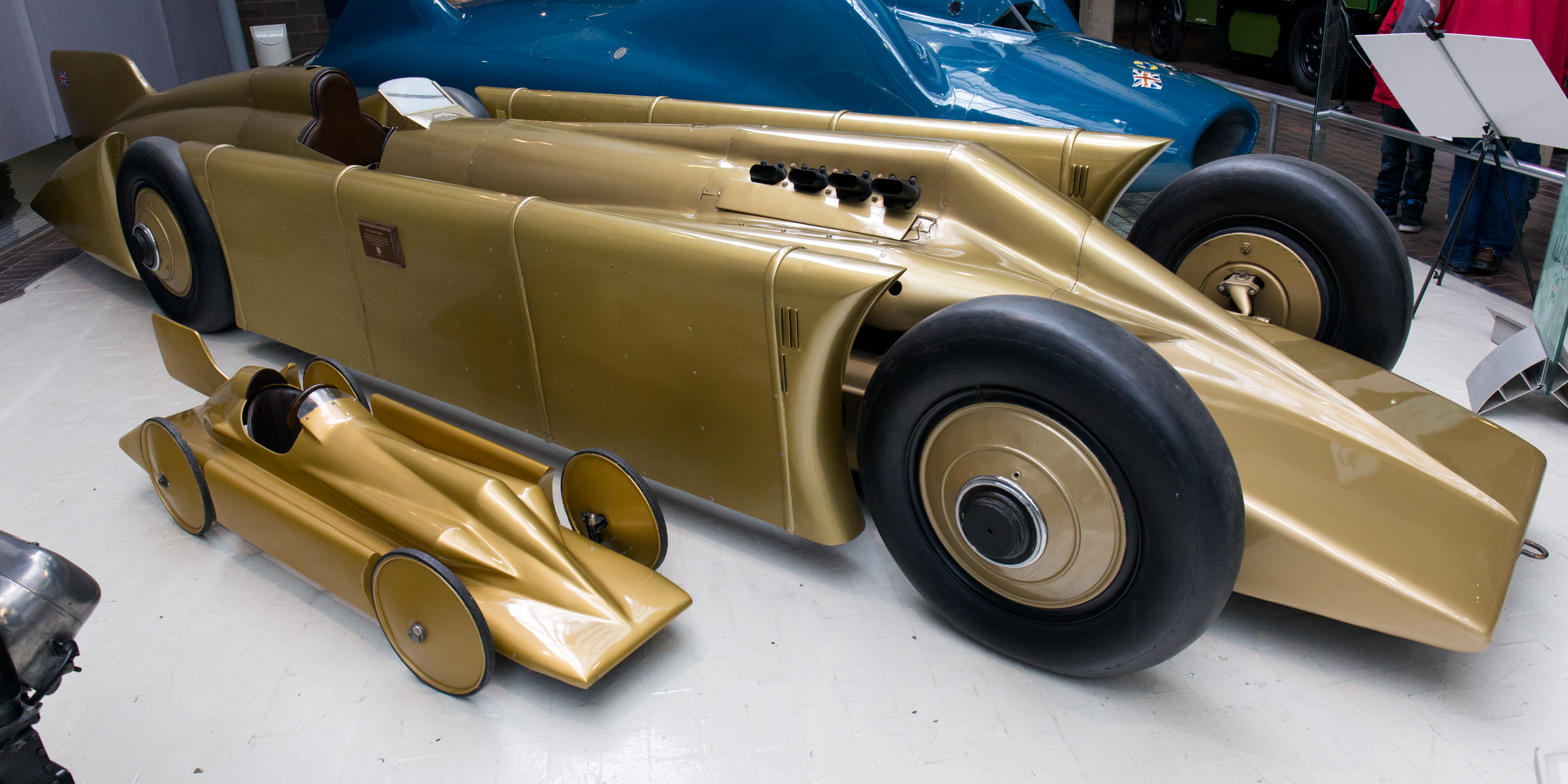
La Golden Arrow du record mondial terrestre en 1929, au National Motor Museum de Beaulieu
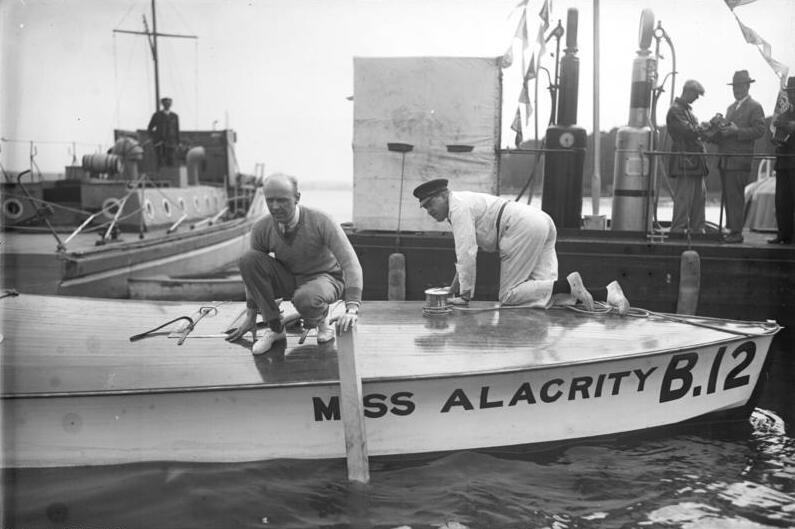
Le major Segrave sur le Miss Alacrity en 1929, lors d'une course nautique sur le lac de Templin à Potsdam (près de Berlin)
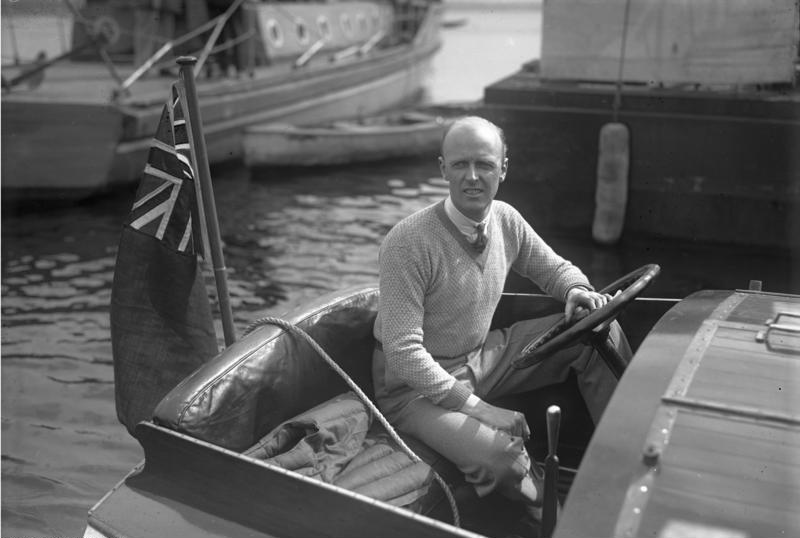
Sir Segrave en 1930, ici à bord d'un hors-bord

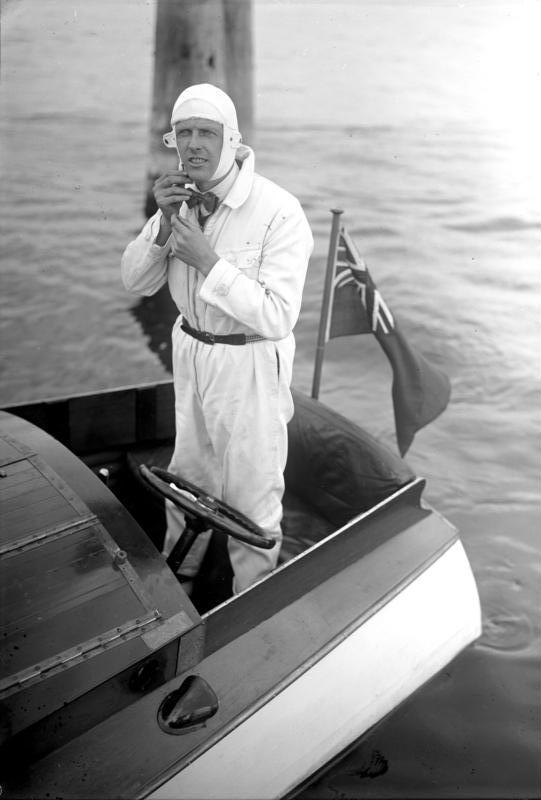
Sir Segrave en partance pour une course motonautique (lac de Templin, 1930).

## Honneurs
- Dès son décès le Segrave Trophy (en) a été établi: il persiste encore annuellement de nos jours (son pendant français est le Prix Roland Peugeot de l'Académie des sports, créé en 1957).